# Los archivos de la enfermera escolar
Los archivos de la enfermera escolar (en hangul, 보건교사 안은영; en hanja, 保健教師 안은영; romanización revisada, Bogeon-gyosa An Eunyeong; literalmente, «Enfermera de la escuela Ahn Eun-young») es una serie de televisión surcoreana protagonizada por Jung Yu-mi y Nam Joo-hyuk. Basada en la galardonada novela School Nurse Ahn Eun-young de Chung Serang de 2015, fue estrenada en Netflix el 25 de septiembre de 2020.

## Sinopsis
Ahn Eun-young es una enfermera escolar con el poder de ver los deseos, sentimientos y espíritus humanos que existen en forma de «gelatinas o jaleas». Algunas de estas jaleas pueden adoptar formas monstruosas y peligrosas. Ahn es asignada a una nueva escuela secundaria donde ocurren misteriosos incidentes. Junto con un compañero maestro, Hong In-pyo, un hombre con un campo de energía especial a su alrededor que lo protege de las gelatinas, intenta resolver estos casos.

## Reparto

### Principal
- Jung Yu-mi como Ahn Eun-young, una enfermera escolar que puede ver fantasmas.
- Nam Joo-hyuk como Hong In-pyo, un maestro de Hanja con un campo de energía especial que lo protege de las gelatinas.

### Secundarios
- Lee Joo-young como Han Ah-reum, profesora de ciencias biológicas.
- Kim Mi-soo como Hwang Ga-young, compañero de clase de la escuela primaria de In-pyo.
- Teo Yoo como Mr. Mackenzie, profesor de inglés.
- Lee Suk-hyung como Min-woo, estudiante.
- Choi Joon-young como Kim Kang-sun, compañero de clase de la escuela secundaria de Eun-young.
- Go Yoon-jung como Choi Yoo-jin.
- Hyun Woo-seok como Seung-kwon, estudiante.
- Kwon Young-chan como Lee Ji-hyung, estudiante.
- Park Se-jin como Jang Radi, estudiante.
- Song Hee-joon como Baek Hye-min, estudiante.
- Shim Dal-gi como Heo Wan-soo, estudiante.[2]
- Kim Beon-jum, como un estudiante.
- Lee Kyu-sung, como un estudiante.

### Otros personajes
- Lee Jong-won como un estudiante (ep. #1)
- Shin Yoon-seop (ep. #3, 6)

### Apariciones especiales
- Jeon Gook-hwan como Hong Jin-beom, fundador de Monglyeon High School y abuelo de In-pyo.
- Moon So-ri como Hwa-soo, directora del instituto de acupuntura y amiga de Eun-young.

## Producción

### Desarrollo
El 19 de diciembre de 2018, Netflix anunció que produciría una adaptación en 6 partes de la novela surcoreana School Nurse Ahn Eun-young. Su autora, Chung Serang, escribió la serie, mientras que Lee Kyoung-mi, quien anteriormente escribió y dirigió un episodio de la serie de antología Persona para la plataforma de transmisión, se desempeñó como director. La serie está producida para Netflix por KeyEast.

### Casting
Se reveló que Jung Yu-mi interpretaría el papel titular cuando Netflix anunció la comisión de la serie. El 8 de marzo de 2019, se confirmó que Nam Joo-hyuk se unió al elenco principal.

### Rodaje
El rodaje tuvo lugar a mediados de 2019.

## Lanzamiento
El 14 de agosto de 2020, se anunció que la serie se lanzaría el 25 de septiembre.

## Episodios
| N.º | Título       | Dirigido por  | Escrito por                  | Fecha de emisión original |
| --- | ------------ | ------------- | ---------------------------- | ------------------------- |
| 1 | «Episodio 1» | Lee Kyoung-mi | Chung Serang & Lee Kyoung-mi | 25 de septiembre de 2020  |
| Ahn Eun-young entra al subsuelo sin permiso y Hong In-pyo la sigue, aunque no muy convencido. Cuando un oscuro secreto sacude la escuela, ambos unen fuerzas.     |              |               |                              |                           |
| 2 | «Episodio 2» | Lee Kyoung-mi | Chung Serang & Lee Kyoung-mi | 25 de septiembre de 2020  |
| Luego de que Eun-young nota la conexión entre dos estudiantes que siempre traen problemas, In-pyo propone formas poco convencionales de separarlos.               |              |               |                              |                           |
| 3 | «Episodio 3» | Lee Kyoung-mi | Chung Serang & Lee Kyoung-mi | 25 de septiembre de 2020  |
| In-pyo y Eun-young hacen de las suyas tras puertas cerradas. Con la ayuda de Mackenzie, un estudiante salda una deuda pendiente con el equipo de baloncesto.      |              |               |                              |                           |
| 4 | «Episodio 4» | Lee Kyoung-mi | Chung Serang & Lee Kyoung-mi | 25 de septiembre de 2020  |
| Una nueva estudiante, Baek Hye-min, le ofrece a Eun-young una solución difícil de digerir para lidiar con una plaga de ácaros.                                    |              |               |                              |                           |
| 5 | «Episodio 5» | Lee Kyoung-mi | Chung Serang & Lee Kyoung-mi | 25 de septiembre de 2020  |
| Eun-young se reencuentra con un viejo amigo y, luego, busca maneras de ayudar a Hye-min, que enfrenta un destino desolador.                                       |              |               |                              |                           |
| 6 | «Episodio 6» | Lee Kyoung-mi | Chung Serang & Lee Kyoung-mi | 25 de septiembre de 2020  |
| El mal infecta la escuela con una energía negativa incontrolable. Sobrepasada por las circunstancias, Eun-young toma una decisión difícil con el apoyo de In-pyo. |              |               |                              |                           |